# اوسماکووا
اوسماکووا (به صربی: Osmakova) یک منطقهٔ مسکونی در صربستان است که در پیروت واقع شده‌است. اوسماکووا ۲۹۲ نفر جمعیت دارد.